# オム・ジョンファ
オム・ジョンファまたは厳正化（朝: 엄정화、1971年8月17日 - ）は、大韓民国忠清北道堤川郡（現・堤川市）出身の歌手、女優である。身長164cm、体重48kg、血液型A。未婚。本貫は寧越厳氏。俳優のオム・テウンは実弟。愛称は韓国のマドンナ、韓国歌謡界の女王など。

## 来歴
原州北原女子高卒業後、ソウルへ上京し、1989年11月にMBC合唱団へ入団。1993年、映画『風の吹く日はアックジョンへ行かなくちゃ』でデビュー。同年、第1集アルバムをリリースし、本格的に芸能活動を開始。1996年リリースの2集では『天だけが許した愛』がヒット。1998年の4集ではジョンファ頭と呼ばれるおかっぱ風のヘアスタイルが女性の間で広まるなど、音楽だけでなくファッションリーダーとしても注目を浴びるようになった。
2002年以降は毎年映画やドラマに出演している。2005年は出演した2本の映画がほぼ同時期に公開された。2013年の映画『悪魔は誰だ』では誘拐事件で子供を失った女性を演じ、大鐘賞の主演女優賞を受賞した。
2007年8月にはランジェリー・ブランド「ZUHM in New York」を立ち上げるなど、事業家としても活動している。2010年5月には甲状腺がんの手術を受け、声帯の麻痺を理由に、歌手活動を一時休業していたこともあった。
なお、日本で活動はしていないものの、本人公認のファンクラブ『Temptation Japan』がある。

## 人物
- コンサートや歌謡番組出演の際、激しいダンスを伴う曲では殆どがリップシンクであるが、これは本人も認めている。また、視聴者や観客も、そういった曲の場合は歌よりダンスが目的であることから、特に批判は起こっていない。8集「SELF CONTROL」以降は他の歌手と同様、実際にスタジオで歌唱を披露している。
- 韓国では化粧をしていないと誰だか分からない芸能人1位に選ばれたこともあるが、美容整形の経験を包み隠さず公言するなど、基本的に開けっ広げな性格である。
- 芸能活動が10数年以上に及び、活動範囲も多岐に渡ることから、年代によって彼女に対する見方に差異があると言われている。それを示す表現として、「10代のファンはオム・テウンの姉さんとして、20〜30代のファンは女優オムジョンファとして、40代のファンは歌手オムジョンファとして彼女を認識している」という言葉がある。
- ファンを大事にするという彼女の姿勢を受け、日韓のファンクラブでは入会費・年会費の類を徴収していない。また、ファンクラブが主催するファンミーティングを兼ねたバースデーパーティについても、一人一人とより身近に接したいとする本人の考えから、参加者を100名程度（抽選）に限定。加えて、参加費も日本円で約1000円程度にするなど、半ばボランティア的な形で行われている。
- 韓国のファンクラブが管理運営する公式サイト『ilovejunghwa.com』（下記外部リンク参照）は、Profile以外のコンテンツは全てIDとパスワードによるログインをしないと閲覧出来ない仕組みになっているが、そのIDを取得するためには住民登録番号が必要となるため、原則として韓国人以外は閲覧不可である。
- ファンクラブ『Temptation』のことを「テンプテーション」ではなく、なぜか「テムテイション」と発音しており、CDなどにもハングルで「テムテイション」と記載している。
- かつて、短期間ながら米国に住んでいたことから、英語が堪能である。
- 面識のある親しいファンには、実名で呼びかけるなど、親しみの持てるキャラクターの持ち主でもある。

## 作品

### オリジナルアルバム
- 1集: SORROWFUL SECRET (1993年）
- 2集: 悲しい期待 (1996年）
- 3集: 後愛 (1997年）
- 4集: Invitation (1998年）
- 5集: 005.1999.06 (1999年）
- 6集: Queen Of Charisma (2000年）
- 7集: 花 (2001年）
- 8集: SELF CONTROL (2004年）
- 9集: Prestige (2006年）
- 10集: The Cloud Dream Of The Nine (2017年）

### ミニアルバム
- D.I.S.C.O (2008年）
- The Cloud Dream of the Nine (2016年）

### ベストアルバム
- Best...My Songs (1998年）
- All details uhmjunghwa (1999年）

### デジタルシングル
- tvN Remix Version (2006年)
- Come 2 Me New Remix (2006年)
- D.I.S.C.O Part 2 (2008年)

### DVD
- Live Concert (2002年)
- Uhmjunghwa '93-04' BEST Music Video (2005年)

### VCD
- 千年の誘惑 LIVE CONCERT MUSICVIDEO CD (1999年)
- Cyber Eroticus Live Concert 1 (2000年)
- Cyber Eroticus Live Concert 2 (2000年)

### 著書
- オム・ジョンファのニューヨーク日記－ISBN(13):9788915057340 (2007年)

## 出演

### ドラマ
- 姉妹（1993年、MBC）
- グッドモーニング、ヨンドン（1993年、SBS）
- ポリス〜愛と追憶の果てに〜（1994年、KBS） - オムジ役
- 片目を閉じて（1994年、KBS）
- オムジョンファの残酷な涙（1994年、KBS）
- 鯖とクレヨン（1995年、SBS）
- 仮面の中の天使（1995年、SBS）
- 愛を忘れないでください（1995年、MBC）
- 父子有親（1996年、SBS）
- 美しい罪（1997年、SBS）
- スター誕生（1997年、KBS） - シン・スミン役
- 美しき日々（2001年、SBS） - オム・ジョンファ役
- メディカルセンター（2001年、SBS）
- 女子高時代（2001年、SBS）
- 妻（2003年、KBS） - ソ・ヒョンジャ役
- 12月の熱帯夜（2004年、MBC） - オ・ヨンシム役
- 彼女がラブハンター（2007年、SBS） - オ・スジョン役
- 結婚できない男（2009年、KBS） - チャン・ムンジョン役
- 魔女の恋愛（2014年、tvN） - パン・ジヨン役[4]
- あなたはひどいです（2017年、MBC） - ユ・ジナ／キム・ヘジョン役	[5]
- 私たちのブルース（2022年、tvN・Netflix） - コ・ミラン役[6]
- 医師チャ・ジョンスク（2023年、JTBC） - チャ・ジョンスク役[7]

### 映画
- 結婚物語 (原題“결혼 이야기” 1992年）
- 風の吹く日は狎鴎亭洞へ行かなくちゃ (原題“바람부는 날이면 압구정동에 가야 한다” 1993年）
- 嫁さん殺し (原題“마누라 죽이기” 1994年)
- ブルーシーガル 原題“블루 시걸” (1994年) アニメーション作品、声の出演
- 情愛 (原題“결혼은, 미친 짓이다” 2002年)
- シングルス (原題“싱글즈” 2003年)
- どこかで誰かに何かあれば間違いなく現れるMr.ホン (原題“어디선가 누군가에 무슨 일이 생기면 틀림없이 나타난다 홍반장” 2004年)
- オーロラ姫 (原題“오로라 공주” 2005年)
- 私の人生で一番美しい一週間 (原題“내 생애 가장 아름다운 일주일” 2005年)
- 私のちいさなピアニスト (原題“호로비츠를 위하여” 2006年)
- ミスター・ロビンの口説き方 (原題“Mr.로빈 꼬시기” 2006年)
- 今、愛する人と住んでいますか? (原題“지금 사랑하는 사람과 살고 있습니까?” 2007年)
- 仁寺洞スキャンダル -神の手を持つ男- (原題“인사동 스캔들” 2009年)
- TSUNAMI -ツナミ- (原題“해운대” 2009年)
- オガムド〜五感度〜 (原題“오감도” 2009年)
- ベストセラー (原題“베스트셀러” 2010年)
- ママ (原題“마마” 2011年)
- ダンシング・クィーン (原題“댄싱퀸” 2012年)
- 悪魔は誰だ (原題“몽타주” 2013年)
- In My End is My Beginning (原題“끝과 시작” 2013年)

オムニバス映画「オガムド〜五感度〜」の出演エピソード部分「LA FIN et LE DEBUT」を87分に拡大した作品。
- 官能の法則 (原題“관능의 법칙” 2013年)
- ヴィーナス・トーク 官能の法則（2014年）
- ミスワイフ (原題“미쓰 와이프” 2015年)
- ノンストップ (2020年)

## 公式来日歴
- 1999年
  - Superstar from SEOUL 99（赤坂BLITZ）
- 2000年12月2日
  - KOREA SUPER EXPO 2000（東京ビッグサイト）
- 2004年11月12日
  - POP ASIA 2004（大阪厚生年金会館）
- 2005年12月21日
  - 「12月の熱帯夜」ファンミーティング（東京・So-net Channel主催、ニッポン放送イマジンスタジオ）

## エピソード
- 美しき日々にはゲスト出演したが、ドラマの中でもオム・ジョンファとして登場している。
- ひとつになってには2番手で参加。